# One Dollar's Worth
One Dollar's Worth è un cortometraggio muto del 1917 diretto da David Smith.
La sceneggiatura di Harry Southwell si basa su un racconto del famoso scrittore statunitense O. Henry che fornì in quegli anni alla Vitagraph lo spunto per una lunga serie di film tratti dalle sue opere.
Tra gli attori compare il nome di Jack P. Pierce che in seguito sarebbe diventato uno dei più celebri truccatori di Hollywood: lavorando per l'Universal, avrebbe creato la mummia, l'uomo lupo, la creatura di Frankenstein e molti altri mostri dello schermo.

## Produzione
Il film fu prodotto dalla Vitagraph Company of America (come Broadway Star Features).

## Distribuzione
Distribuito dalla General Film Company, il film - un cortometraggio in due bobine - uscì nelle sale cinematografiche USA il 15 dicembre 1917.